# Euphorbia arbuscula
Euphórbia arbúscula (лат.) — вид растений рода Молочай семейства Молочайные (Euphorbiaceae).

## Среда обитания и распространение
Эндемик архипелага Сокотра (Йемен). Места произрастания — кустарниковыe степи, леса.

## Экология

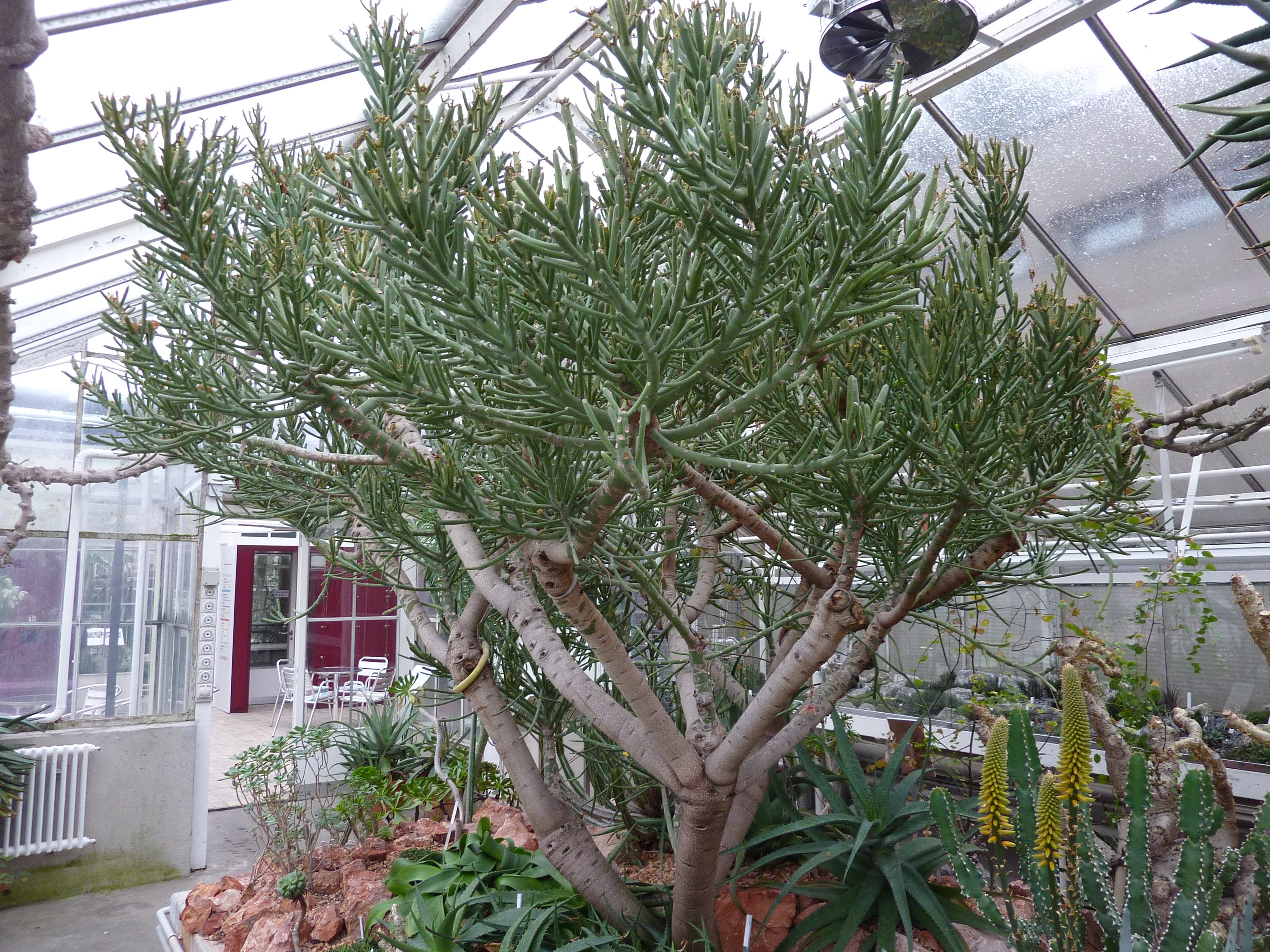
Небольшое дерево

Растение является существенным элементом рациона коз в сухой сезон. Если количество животных значительно увеличится или наступит череда засушливых лет, тогда численность Euphorbia arbúscula может быстро сократиться. Небольшое количество растений, произрастающих на островах Абд-эль-Кури и Самха (острова архипелага Сокотра), особенно уязвимы.

## Систематика
Растение было описано Исааком Бейли Бальфуром в Трудах Королевского общества Эдинбурга, описание впервые опубликовано в 1884 году.